# 遠藤政夫
遠藤 政夫（えんどう まさお、1923年12月6日 - 1995年11月9日）は、日本の政治家。参議院議員（2期）。

## 来歴
福岡県甘木市生まれ。旧制福岡高校を経て、1944年、東京帝大法学部卒。労働省に入り、1972年職業訓練局長、1973年職業安定局長を歴任した。1976年12月24日から1977年1月1日まで、事務次官代理を務めた。同日付で辞職した。同年、自由民主党から参議院議員に当選。1982年、大蔵政務次官となった。1983年は再選されたが、1989年に落選した。選挙後、地元の久留米市議に対する大がかりな買収が明らかになった。1992年、無所属で立候補したが再び落選し、引退した。
1995年春の叙勲で勲二等瑞宝章受章。
同年11月9日死去、71歳。死没日をもって従七位から正四位に叙される。

## 人物
- 趣味・特技は囲碁と少林寺拳法[1]

## 選挙歴
| 当落                        | 選挙                     | 施行日        | 選挙区       | 政党       | 得票数 | 得票率 | 得票順位 /候補者数 | 比例区 | 比例順位 /候補者数 |
| --------------------------- | ------------------------ | ------------- | ------------ | ---------- | ------ | ------ | ------------------ | ------ | ------------------ |
| 当                          | 第11回参議院議員通常選挙 | 1977年7月10日 | 福岡県選挙区 | 自由民主党 |        |        | /                  | -      | -                  |
| 当                          | 第13回参議院議員通常選挙 | 1983年6月26日 | 福岡県選挙区 | 自由民主党 |        |        | /                  | -      | -                  |
| 落                          | 第15回参議院議員通常選挙 | 1989年7月23日 | 福岡県選挙区 | 自由民主党 |        |        | /                  | -      | -                  |
| 落                          | 第16回参議院議員通常選挙 | 1992年7月26日 | 福岡県選挙区 | 無所属     |        |        | /                  | -      | -                  |
| 当選回数2回 （参議院議員2） |                          |               |              |            |        |        |                    |        |                    |